# Аксёнов, Михаил Фёдорович
Михаи́л Фёдорович Аксёнов (24 марта 1924 года — 12 августа 1988 года) — командир миномётного расчёта 497-го стрелкового ордена Александра Невского полка (135-я стрелковая Краковская дивизия, 6-я армия, 1-й Украинский фронт), сержант.

## Биография
Михаил Фёдорович Аксёнов родился в крестьянской семье 24 марта 1924 года на хуторе Горденин (ныне — Хлевенского района Липецкой области). Окончил 8 классов школы, затем фабрично-заводское училище в Москве. Получил специальность каменщика и остался работать в столице.
10 сентября 1942 года был призван Чапаевским военкоматом Куйбышевской области в ряды Красной Армии. На фронтах Великой Отечественной войны с октября 1942 года. Воевал на Брянском, Ленинградском и 1-м Украинском фронтах. Был командиром миномётного расчёта 497-го стрелкового полка.
11 апреля 1944 года в бою под селом Городище он метким огнём из миномёта уничтожил ручной пулемёт противника и до 10 солдат. 30 апреля он был награждён медалью «За отвагу».
В ночь на 8 августа 1944 года возле населённого пункта Ихонтало Карело-Финской АССР года противник четырежды предпринимал фланговый удар по роте, все четыре атаки были отбиты при активном участии миномётного расчёта Аксёнова, который метким огнём уничтожил большое число солдат противника и не подпустил противника к переднему краю обороны. 18 августа 1944 года приказом по 135-й дивизии Аксёнов был награждён орденом Славы 3-й степени.
21 января 1945 года противник силами до батальона солдат и сильной огневой поддержке атаковал наши подразделения в районе села Боленцин, пытаясь завладеть одной из высот. Аксёнов выдвинул один миномёт на и ведя огонь, уничтожив 28 солдат противника и не дав им выполнить боевую задачу. 11 марта 1945 года он был награждён орденом Красной Звезды.
8 марта 1945 года в районе населённого пункта Фромвейлер расчёт Аксёнова под сильным обстрелом противника вели меткий огонь, уничтожив 62 солдат противника и подавив пулемётную точку. Приказом по 59-й армии он был награждён орденом Славы 2-й степени.
19 марта 1945 года в боях за город Оберглогау метким огнём миномёта он уничтожил станковый пулемёт противника и 46 солдат и офицеров. 5 апреля 1945 года приказом по дивизии он был награждён вторым орденом Красной Звезды.
26 марта 1945 года возле города Альтвальде миномётный расчёт Аксёнова принял ожесточённый бой, уничтожив 10 солдата противника и вступив с ними в рукопашную. В бою Аксёнов был легко ранен, но даже по окончания боя поля боя не покинул. 1 июня 1945 года приказом по 6-й армии он был награждён орденом Славы 2-й степени повторно.
В боях за город Бреслау с 25 по 29 апреля 1945 года, в условиях городской Аксёнов двигался с нашими подразделениями, прикрывая огнём наступление. У них в тылу осталась группа солдат противника, которая вела огонь по ним и по другим частям. Аксёнов скрытно подобрался к зданию где засели солдаты противника и броском противотанковой гранаты уничтожил их. После чего достаточно безопасно стал вести огонь из миномёта и уничтожил противотанковое орудие противника. 18 мая 1945 года приказом по 22-му стрелковому корпусу был награждён орденом Отечественной войны 2-й степени.
Указом Президиума Верховного Совета СССР 24 октября 1966 года он был перенаграждён; второй орден Славы 2-й степени заменён на орден 1-й степени.
В 1985 году в СССР прошло массовое награждение участников войны орденами Отечественной войны. В числе ветеранов получивших эту награду был и Михаил Фёдорович Аксёнов, которому вручили орден первой степени.
В 1947 году Михаил Аксёнов был демобилизован в звании старшины. Вернулся в Липецк, работал слесарем на Новолипецком металлургическом комбинате.
Скончался 12 августа 1988 года.